# Nati nel 1564
| Questa pagina contiene informazioni ricavate automaticamente dalle voci biografiche con l'ausilio del template Bio e di un bot. L'aggiornamento è periodico e automatico e ricostruisce completamente la pagina. Se manca una persona in questa lista, sei pregato di non aggiungerla, ma accertati piuttosto che la sua voce biografica contenga il template Bio e che i dati anagrafici siano correttamente compilati. Se il template Bio manca, inseriscilo tu stesso o, in alternativa, metti l'avviso {{tmp\|Bio}} che ne segnala la mancanza. Se i dati riportati sono sbagliati, correggi direttamente la voce biografica; le modifiche saranno visibili in questa lista entro pochi giorni. Per chiarimenti vedi il progetto biografie. La lista contiene solo le 69 persone che sono citate nell'enciclopedia e per le quali è stato implementato correttamente il template Bio. Pagina aggiornata al 18 ago 2025. |

## Gennaio(1)
- 5 gennaio - Francesco Vanni, pittore e incisore italiano († 1610)

## Febbraio(2)
- 6 febbraio - Giorgio Gustavo del Palatinato-Veldenz, nobile tedesco († 1634)
- 15 febbraio - Galileo Galilei, fisico, astronomo e filosofo italiano († 1642)

## Marzo(2)
- 9 marzo - David Fabricius, astronomo olandese († 1617)
- 15 marzo - Guglielmo Augusto di Brunswick, nobile tedesco († 1642)

## Aprile(2)
- 23 aprile - William Shakespeare, drammaturgo e poeta inglese († 1616)
- 27 aprile - Henry Percy, IX conte di Northumberland, conte britannico († 1632)

## Maggio(1)
- 27 maggio - Margherita Gonzaga, nobile italiana († 1618)

## Giugno(3)
- 12 giugno - Giovanni Casimiro di Sassonia-Coburgo, duca († 1633)
- 26 giugno - Ahmad Sirhindi, teologo indiano († 1624)
- 28 giugno - Virgilio Cepari, religioso e gesuita italiano († 1631)

## Luglio(1)
- 23 luglio - Pellegrina Bonaventuri, nobile italiana

## Agosto(1)
- 18 agosto - Federico Borromeo, cardinale italiano († 1631)

## Settembre(6)
- 13 settembre - Passitea Crogi, religiosa italiana († 1615)
- 13 settembre - Vincenzo Giustiniani, banchiere e collezionista d'arte italiano († 1637)
- 22 settembre - Teofilo Gallaccini, matematico e umanista italiano († 1641)
- 24 settembre - William Adams, navigatore inglese († 1620)
- 25 settembre - Magnus Brahe, politico svedese († 1633)
- 28 settembre - Sibilla di Anhalt, nobile tedesca († 1614)

## Ottobre(5)
- 4 ottobre - John Gerard, gesuita e missionario inglese († 1637)
- 7 ottobre - Mariano Valguarnera, oratore, filologo e storico italiano († 1634)
- 14 ottobre - Berlinghiero Gessi, cardinale e vescovo cattolico italiano († 1639)
- 15 ottobre - Enrico Giulio di Brunswick-Lüneburg, vescovo luterano tedesco († 1613)
- 26 ottobre - Hans Leo Hassler, compositore e organista tedesco († 1612)

## Novembre(2)
- 3 novembre - Francisco Pacheco del Río, pittore spagnolo († 1644)
- 11 novembre - Martinus Smiglecius, filosofo polacco († 1618)

## Dicembre(4)
- 24 dicembre - Erminio Valenti, cardinale e vescovo cattolico italiano († 1618)
- 25 dicembre - Abraham Bloemaert, pittore olandese († 1651)
- 25 dicembre - Johannes Buxtorf il Vecchio, ebraista e docente tedesco († 1629)
- 31 dicembre - Ernesto II di Brunswick-Lüneburg, duca († 1611)

## Senza giorno specificato(39)
- Gregor Aichinger, organista e compositore tedesco († 1628)
- Sigismondo I Bertacchi, storico italiano († 1635)
- Pieter Brueghel il Giovane, pittore fiammingo († 1638)
- Girolamo Carafa, militare e politico italiano († 1633)
- Scipione Cobelluzzi, cardinale, archivista e bibliotecario italiano († 1626)
- Pierre Coton, gesuita e letterato francese († 1626)
- John Danyel, compositore e liutista inglese
- Pietro Antonio Daverio, scultore italiano
- Orazio Della Rena, politico italiano († 1630)
- Filippo Fabri, teologo, filosofo e religioso italiano († 1630)
- Antonio Ferrer, avvocato e diplomatico spagnolo († 1634)
- Hafız Ahmed Pascià, politico ottomano († 1632)
- Giovanni Francesco Fiochetto, medico e pedagogo italiano († 1642)
- Lodovico Grossi da Viadana, francescano e compositore italiano († 1627)
- Joseph Heintz il Vecchio, pittore svizzero († 1609)
- Johann Lantz, matematico e gesuita tedesco († 1638)
- Christopher Marlowe, drammaturgo, poeta e traduttore britannico († 1593)
- Mihnea II Turcitul, principe († 1601)
- Claude Mollet, architetto del paesaggio francese († 1649)
- Joos de Momper il Giovane, pittore fiammingo († 1635)
- Giorgio Odescalchi, vescovo cattolico italiano († 1620)
- Crispijn van de Passe, incisore, pittore e disegnatore olandese († 1637)
- Dorothy Percy, contessa di Northumberland, nobildonna inglese († 1619)
- Giovan Domenico Peri, poeta e drammaturgo italiano († 1639)
- Federico II Pico della Mirandola, nobile italiano († 1602)
- Pedro Páez, gesuita e missionario spagnolo († 1622)
- Pierre Richer de Belleval, botanico francese († 1632)
- Claude Robert, presbitero e storico francese († 1637)
- Johann Rottenhammer, pittore tedesco († 1625)
- Hans Savery il Vecchio, pittore olandese
- Sigismondo Scaccia, giurista italiano († 1634)
- Pietro di Niccolao della Seta, mecenate italiano († 1616)
- Carlo Spinola, missionario e presbitero italiano († 1622)
- Giulio Cesare Stella, poeta e umanista italiano († 1624)
- Benedetto Veli, pittore italiano († 1639)
- Rodrigo de Vivero y Velasco, esploratore messicano († 1636)
- Francesco Zirano, religioso italiano († 1603)
- Alfonso Felice d'Avalos, nobile e militare italiano († 1593)
- Juan de Lanuza y Urrea, magistrato, politico e nobile spagnolo († 1591)